# Piopio (Nouvelle-Zélande)
Pour les articles homonymes, voir Piopio.
La ville de Piopio est une petite localité du District de Waitomo située dans l'Île du Nord de la Nouvelle-Zélande.

## Situation
Elle est située sur le trajet de la route State Highway 3/S H 3 (en) à approximativement 23 km de celle de Te Kuiti.

## Population
La population était de 468 habitants lors du recensement de 2001 en Nouvelle-Zélande (en)

## Marae
Il y a 3 marae dans le secteurs qui sont affiliés avec le hapū de Maniapoto (en):
- Le Marae de Mōkau Kohunui et la maison de réunion de ' Ko Tama Tāne'sont affiliés avec les Apakura (en), les Kinohaku (en) et les Waiora (en)
- Le Marae de Napinapi et la maison de rencontre de Parekahoki sont affiliés avec les Matakore (en) et les Pare te Kawa (en)
- Le Marae de 'Te Paemate' et la maison de rencontre sont affiliés avec les Paemate (en)
- Le Mara de Mangarama et la maison de Rongorongo sont affiliés avec les Apakura (en) [2],[3].

## Éducation
‘Piopio School’ fournit une éducation primaire pour les nouveaux entrants et les années allant de 1 à 12 .
Piopio College fournit une éducation supérieure pour les élèves de l’année 13 à 18.

## Personnalités Notables
- Merv Smith (en) – présentateur de radio

## Liens  externes
- (en) The council's site
- (en) Local College

- New Zealand Gazetteer